# 揚屋 (牢獄)
揚屋（あがりや）は、江戸時代に江戸の伝馬町牢屋敷や長崎の桜町牢などにあった特別な牢房のこと。

## 概要
江戸の牢屋敷は中央部に当番所と称される監視施設があり、これを挟むように東西に牢が置かれていた。東西の牢は外側に向かって口揚屋・奥揚屋・大牢・二間牢の順に配列されており、揚屋はこのうちの口揚屋と奥揚屋の部分に該当する。口揚屋は1部屋あたり広さ2間半の部屋が3部屋（15畳相当）、奥揚屋は1部屋あたり広さ3間の部屋が3部屋（18畳相当）、いずれも半間ほどの大きさの雪隠が設けられていた。また、安永4年（1775年）には江戸の町人出身収容者と地方の百姓（農民）出身収容者を分離するために百姓牢が増設されるが、その中にも別途揚屋が設けられた。なお、大坂の松屋町牢屋敷にも元文4年（1739年）に「男揚屋」（6畳）が設置されている。

## 収容者
揚屋は原則雑居拘禁であり、ここに収容される人々は、次のような人々である。
- 女性（身分は問わない）・・・原則として西の口揚屋に収容されたことから、同所を「女牢」とも称した。だが、後に囚人が増加すると、東の口揚屋が転用されることもあった。百姓牢の揚屋設置も女性の収容を目的とした。
- 遠島の判決が確定した者・・・原則として東の口揚屋に収容されたことから、同所を「遠島部屋」とも称した。
- 御目見以下の旗本・御家人、大名・旗本の家臣（陪臣）、中級以下の僧侶・神官・・・御目見以上の旗本・御家人や上級の僧侶・神官は牢屋敷の隣に設けられた揚座敷に収容されたが、陪臣は家老であろうが、下級武士であろうが、全て揚屋に収容された。
- 病人・・・安永5年（1776年）以後、一般の収容者が入る大牢に収容された者でも、病人については隔離を目的として揚屋内に「養生牢」を1部屋設けられた。
- 海難事故に遭って遭難し、海外から外国船によって帰国した漂流民・・・身柄が日本側に引き渡された際、一汁一菜の食事を与えられ、お白洲で簡単な吟味が行われた後、揚屋に収容された[1]。しかしキリスト教圏からの帰国者に対する吟味は厳しく、長期間に及んだため自殺者が出ることもあった[2]。吟味終了後、キリシタンの疑いが晴れた者は、帰国者の故郷の藩に身柄を引き渡され、藩士付き添いのもと帰郷した[3]。

その他にも、囚獄（牢屋奉行）に手を回して揚屋に収容される者もあったという。
揚屋に送られる人々は牢屋敷の庭まで乗物で護送され、牢役人らによる本人確認（揚屋入）の後に収容された。揚屋も一般の収容者が入る大牢も待遇面には大差が無かったが、揚屋の方が凶悪な収容者と同室になる可能性が低かった。また、大牢とは別に揚屋にも牢名主が設けられていた。また、軽微な罪を受け有宿の者数名が揚屋の付人とされ、世話係としての役目を行った。
なお、諸藩の武士は身分を問わず、一律に揚屋に収容されたことから、歴史的に著名な人物が収容されていた事例もある。例えば、蛮社の獄の渡辺崋山、安政の大獄の吉田松陰などはその代表例である。

## 脚註
1. ↑  吉村 pp156-159
2. ↑  吉村 p33
3. ↑  吉村 p165